# Ansonia albomaculata
- Wikispecies

Ansonia albomaculata é uma espécie de anfíbio da família Bufonidae.

## Distribuição
Esta espécie é endêmica do norte da ilha de Bornéu, sendo encontrada em alturas que variam entre 150 e 350m, nas seguintes localidades:
- Brunei
- Kalimantan Oriental (Indonésia)
- estados de Sabá e Sarawak (Malásia)